# Nuevo Estadio Nacional de Laos
El Nuevo Estadio Nacional de Laos es un estadio de usos múltiples ubicado en la ciudad de Vientián, Laos, que fue construido en 2009. Se utiliza sobre todo para los partidos de fútbol, así como pruebas de atletismo y que fue utilizado como sede de la apertura y clausura de los Juegos del Sudeste Asiático de 2009. En el momento de su finalización, sustituyó al anterior Estadio Nacional de Laos. El Complejo Deportivo Nacional de Laos se encuentra a unos 16 km del centro de la ciudad de Vientián, cuenta con un estadio principal de 25.000 asientos, un complejo de deportes acuáticos de interior con capacidad de 2.000 asientos, con una piscina de calentamiento al aire libre, un centro de tenis que tienen capacidad de 2000 asientos, más otras seis pistas de tenis, dos estadios cubiertos, cada uno con una capacidad para 3.000 espectadores y un campo de tiro bajo techo con capacidad para 50 personas.
En este recinto disputa sus partidos la Selección de fútbol de Laos.

Panorámica del estadio.